# Schloss Lindstedt

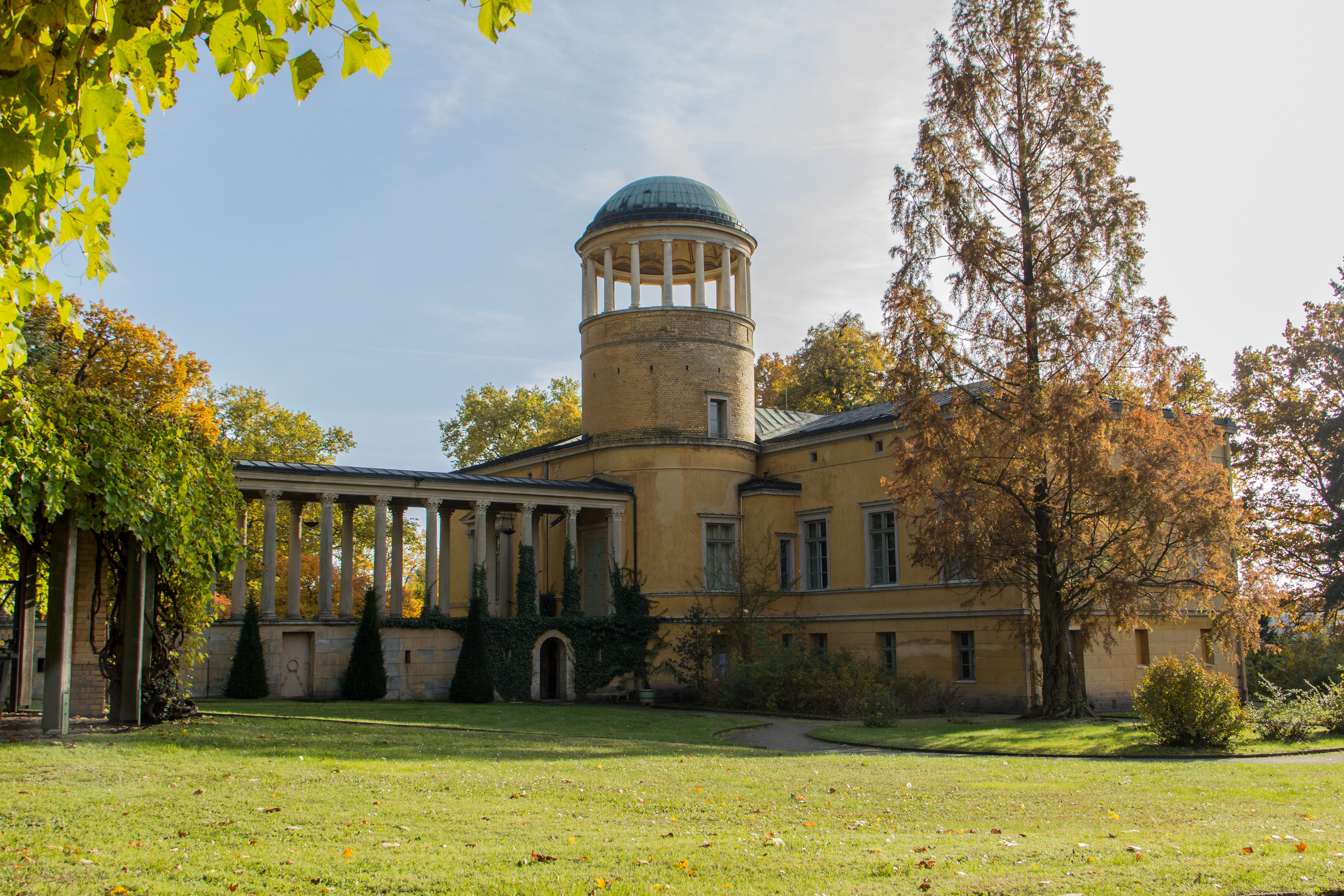
Schloss Lindstedt

Schloss Lindstedt ist ein zum Ensemble der Schlösser und Gärten Potsdams gehörendes Schloss, das unter dem preußischen König Friedrich Wilhelm IV. von 1858 bis 1861 errichtet wurde.

## Baugeschichte
Das Gut Lindstedt gehörte von 1803 bis 1828 der Familie von Bülow, von denen König Friedrich Wilhelm III. es 1828 als kleines Landgut erwarb. Dieses diente der Karpfenzucht, und noch heute sind Reste der Teichanlagen vorhanden. Das Anwesen liegt nordwestlich etwa 800 m vom Neuen Palais entfernt, direkt an der Lindstedter Chaussee.
Schon früh befasste sich König Friedrich Wilhelm IV. mit Plänen für einen Altersruhesitz an dieser Stelle. Er beteiligte sich jahrzehntelang mit über 100 Zeichnungen an der Planung zum Umbau des Hauses. Aus dem barocken Vorwerk sollte eine prächtige antikisierende Villa werden. Unter Einbeziehung der hochrangigen preußischen Architekten Ludwig Persius, Ludwig Ferdinand Hesse, Friedrich August Stüler und Ferdinand von Arnim zogen sich die Planungen über viele Jahre hin. Schließlich wurde nur eine minimale Variante des Projekts ausgeführt.

## Beschreibung
Die spätklassizistische Anlage besteht neben dem Hauptgebäude aus einem Turm mit aufgesetztem Belvedere und einem tempelartigen Anbau mit hoher Freitreppe. Ein Säulengang verbindet den Baukörper mit der Lindstedter Chaussee und stellt den Bezug zur Landschaft her. Die genannten Gebäudeteile wirken in ihrer Gesamtheit heterogen und spiegeln die Sehnsucht des Bauherrn nach italienischer Klassik dar.
Der von Peter Joseph Lenné gestaltete regelmäßige Garten bietet Perspektiven auf das Schloss und Ausblicke auf die Landschaft. Auf Grund der Lage auf einer Anhöhe bietet sich ein Ausblick auf die Kuppeln des Bauensembles Neues Palais.

## Nutzung

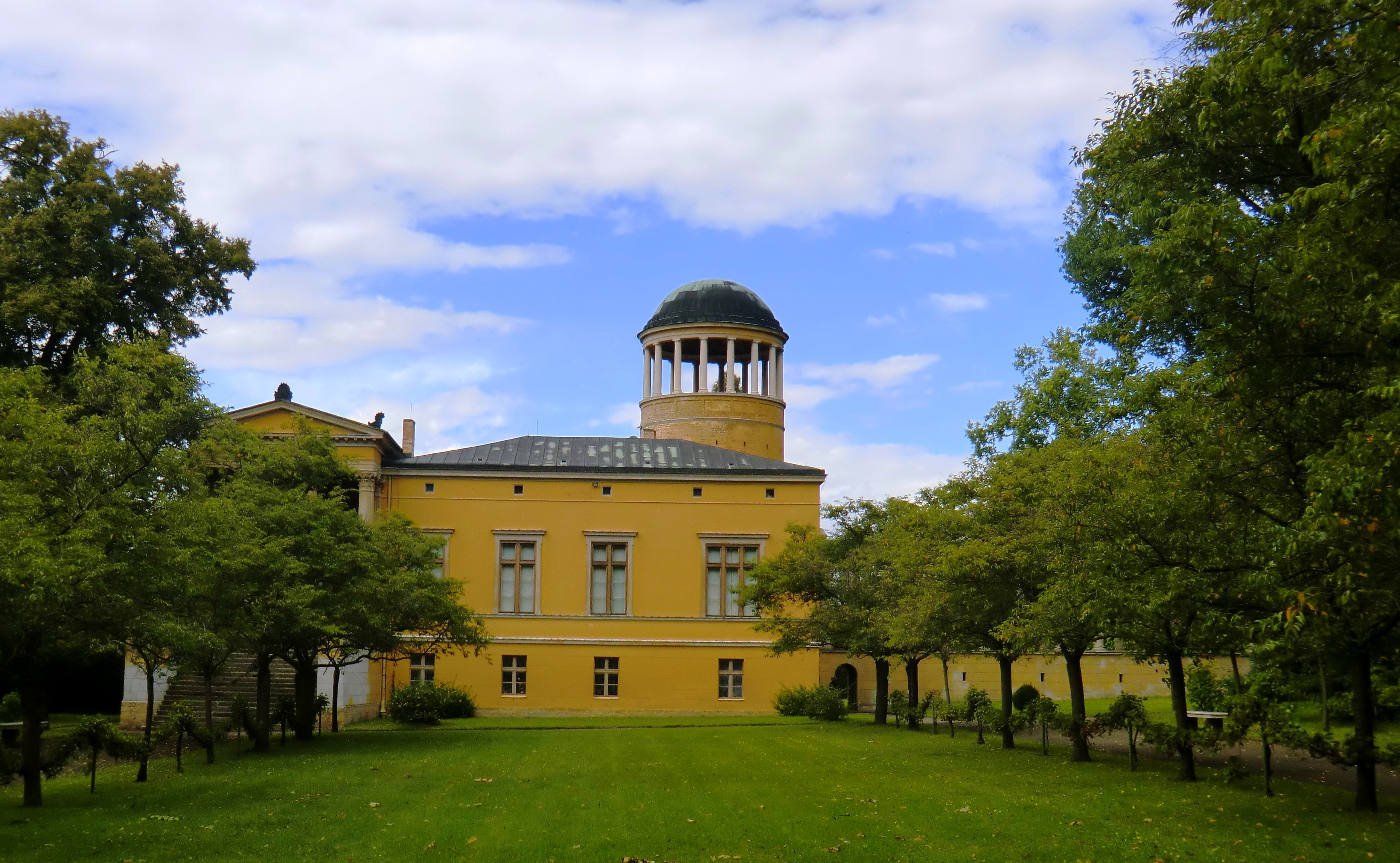
Ansicht des Schlosses Lindstedt von der linken Parkseite (2011)

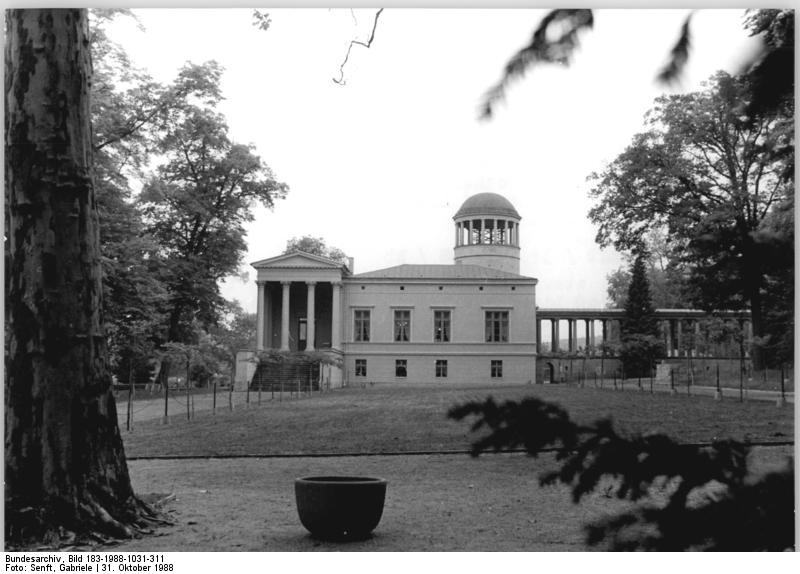
Schloss Lindstedt (1988)

Es heißt, Friedrich Wilhelm IV. hätte das Schloss als Alterssitz bauen lassen. Ob es je dazu gekommen wäre, ist jedoch fraglich. Nach dem Tod des Königs gehörte das Schloss zum Erbteil der Königswitwe. Erst sein Bruder und Nachfolger, König Wilhelm I., ließ den Bau vollenden.
Später wurde das Anwesen an verschiedene Staatsbedienstete verpachtet. Während der Regierungszeit Kaiser Wilhelms II. diente das Schloss auch als Quarantänestation bei Cholera- und Tuberkuloseepidemien. Weiterhin wurden teilweise die Kinder der kaiserlichen Familie im Schloss Lindstedt unterrichtet. Nach 1918 wurde es auf Betreiben von Paul von Hindenburg dem früheren Chef des Generalstabs, Erich von Falkenhayn, in Erbpacht überlassen. Er starb dort 1922, seine Familie bewohnte das Schloss noch bis 1944. Erich von Falkenhayn wurde auf dem naheliegenden Bornstedter Friedhof beigesetzt. Ab 1934 bewohnte der frühere Reichswehr-, Reichsverkehrs- und Innenminister Wilhelm Groener mit seiner Familie das Schloss. Hier starb er am 3. Mai 1939 und wurde auf dem Stahnsdorfer Südwest-Friedhof beigesetzt.
Bis in die 1950er Jahre noch von Privatpersonen bewohnt, diente Lindstedt in den 1950er Jahren dem Botanischen Institut der Pädagogischen Hochschule Potsdam und seit den 1980er Jahren dem Gerichtsmedizinischen Institut Potsdam, dessen Nachfolgeeinrichtung, das Brandenburgische Landesinstitut für Rechtsmedizin, sich in einem Neubau in unmittelbarer Nähe befindet. Seit 1996 wird das Schloss von der Stiftung Preußische Schlösser und Gärten Berlin-Brandenburg verwaltet und gehört zum Gesamtensemble der Schlösser und Parkanlagen in der Potsdam-Berliner Kulturlandschaft, die seit 1990 als Weltkulturerbe unter dem Schutz der UNESCO steht. Heute dient es für Veranstaltungen verschiedener Art und kann von der SPSG gemietet werden.
Für den Science-Fiction-Action-Horrorfilm Resident Evil (2002) diente das Schloss als Kulisse für den Eingang zu einem geheimen unterirdischen Laborkomplex.
2019 wurde bekannt, dass der Ururenkel des letzten deutschen Kaisers, Georg Friedrich Prinz von Preußen, ein dauerhaftes, unentgeltliches und grundbuchlich zu sicherndes Wohnrecht im Schloss Cecilienhof, auf Schloss Lindstedt oder in der Villa Liegnitz fordert.